# Cristoforo Castiglione (XVI secolo)

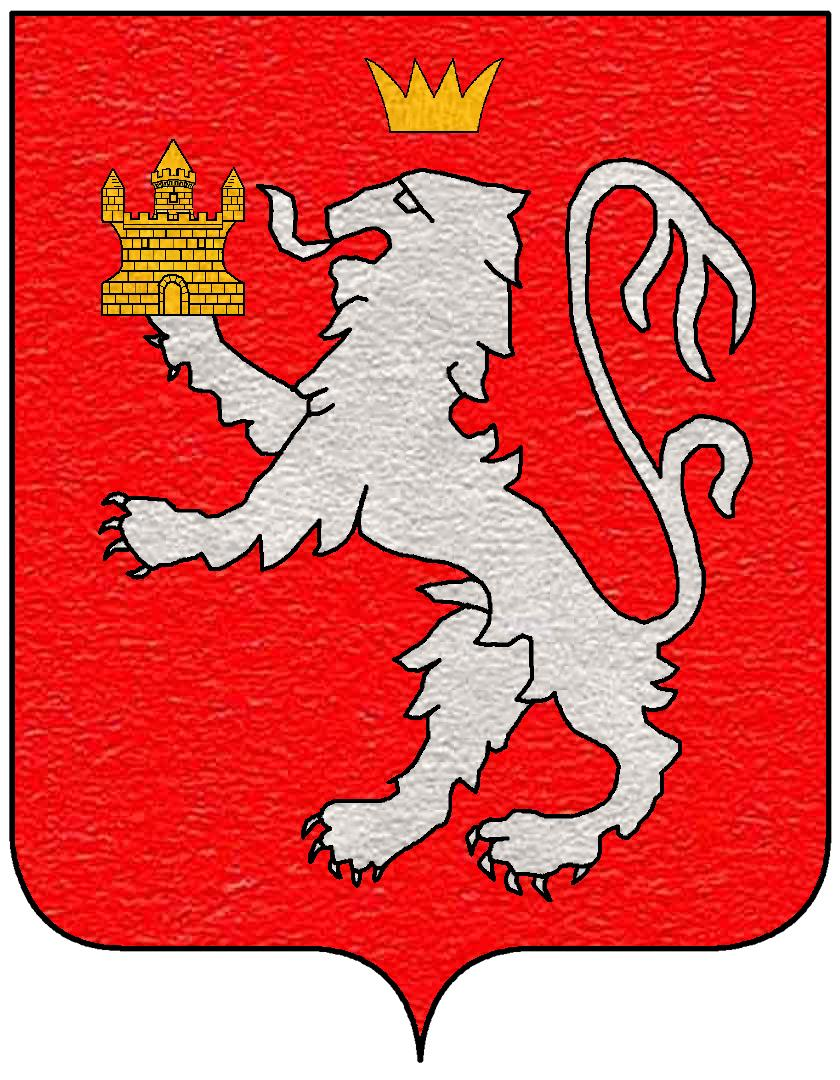
Stemma dei Castiglione

Cristoforo Castiglione (Castiglioni) (... – 1605) è stato un nobile e militare italiano.

## Biografia
Era figlio di Camillo Castiglione e di Caterina Mandelli.
Fu al servizio dei duchi di Urbino sino alla morte di Guidobaldo II da Montefeltro (1574), quindi rientrò in patria. Nel 1588 fu al servizio del duca di Mantova Vincenzo I Gonzaga, che lo creò cavallerizzo maggiore. Accompagnò il duca nel 1597 in Ungheria contro i Turchi. Fu ambasciatore dei Gonzaga a Venezia e in Spagna, dove nel 1598 il re lo elesse cavaliere di San Iago. Nel 1602 ottenne la nomina di Governatore del Marchesato del Monferrato, nel quale morì tre anni dopo.

## Ascendenza
|                                              |   |                             | Genitori                                       |  |  | Nonni |  |  | Bisnonni                                    |  |  | Trisnonni               |  |
|                                              |   |                             |                                                |  |  |       |  |  | Cristoforo Castiglione, signore di Casatico |  |  | Baldassarre Castiglione |  |
|                                              |   |                             |                                                |  |  |       |  |  | Cristoforo Castiglione, signore di Casatico |  |  | Baldassarre Castiglione |  |
|                                              |   | Polissena da Lisca          |                                                |  |  |       |  |  | Cristoforo Castiglione, signore di Casatico |  |  |                         |  |
| Baldassarre Castiglione, signore di Casatico |   |                             |                                                |  |  |       |  |  | Cristoforo Castiglione, signore di Casatico |  |  |                         |  |
|                                              |   | Luigia Gonzaga di Palazzolo | Antonio Gonzaga di Palazzolo, patrizio veneto  |  |  |       |  |  |                                             |  |  |                         |  |
|                                              |   | Luigia Gonzaga di Palazzolo | Antonio Gonzaga di Palazzolo, patrizio veneto  |  |  |       |  |  |                                             |  |  |                         |  |
|                                              |   | Luigia Gonzaga di Palazzolo | Francesca degli Uberti                         |  |  |       |  |  |                                             |  |  |                         |  |
| Camillo Castiglione, signore di Casatico     |   | Luigia Gonzaga di Palazzolo |                                                |  |  |       |  |  |                                             |  |  |                         |  |
|                                              |   | Guido II Torelli            | Cristoforo I Torelli, conte di Montechiarugolo |  |  |       |  |  |                                             |  |  |                         |  |
|                                              |   | Guido II Torelli            | Cristoforo I Torelli, conte di Montechiarugolo |  |  |       |  |  |                                             |  |  |                         |  |
|                                              |   | Guido II Torelli            | Taddea Pio                                     |  |  |       |  |  |                                             |  |  |                         |  |
| Ippolita Torelli                             |   | Guido II Torelli            |                                                |  |  |       |  |  |                                             |  |  |                         |  |
|                                              |   | Francesca Bentivoglio       | Giovanni II Bentivoglio, signore di Bologna    |  |  |       |  |  |                                             |  |  |                         |  |
|                                              |   | Francesca Bentivoglio       | Giovanni II Bentivoglio, signore di Bologna    |  |  |       |  |  |                                             |  |  |                         |  |
|                                              |   | Francesca Bentivoglio       | Ginevra Sforza                                 |  |  |       |  |  |                                             |  |  |                         |  |
| Cristoforo Castiglione                       |   | Francesca Bentivoglio       |                                                |  |  |       |  |  |                                             |  |  |                         |  |
|                                              | … | …                           |                                                |  |  |       |  |  |                                             |  |  |                         |  |
|                                              | … | …                           |                                                |  |  |       |  |  |                                             |  |  |                         |  |
|                                              | … | …                           |                                                |  |  |       |  |  |                                             |  |  |                         |  |
| Bernardino Mandelli, conte                   | … |                             |                                                |  |  |       |  |  |                                             |  |  |                         |  |
|                                              |   | …                           | …                                              |  |  |       |  |  |                                             |  |  |                         |  |
|                                              |   | …                           | …                                              |  |  |       |  |  |                                             |  |  |                         |  |
|                                              |   | …                           | …                                              |  |  |       |  |  |                                             |  |  |                         |  |
| Caterina Mandelli                            |   | …                           |                                                |  |  |       |  |  |                                             |  |  |                         |  |
|                                              |   | …                           | …                                              |  |  |       |  |  |                                             |  |  |                         |  |
|                                              |   | …                           | …                                              |  |  |       |  |  |                                             |  |  |                         |  |
|                                              |   | …                           | …                                              |  |  |       |  |  |                                             |  |  |                         |  |
| …                                            |   | …                           |                                                |  |  |       |  |  |                                             |  |  |                         |  |
|                                              |   | …                           | …                                              |  |  |       |  |  |                                             |  |  |                         |  |
|                                              |   | …                           | …                                              |  |  |       |  |  |                                             |  |  |                         |  |
|                                              |   | …                           | …                                              |  |  |       |  |  |                                             |  |  |                         |  |
|                                              |   | …                           |                                                |  |  |       |  |  |                                             |  |  |                         |  |

## Discendenza
Cristoforo sposò Flaminia, della famiglia Bonarelli di Ancona, zia del poeta Guidubaldo Bonarelli della Rovere. Senza discendenza.